# Спирохеты

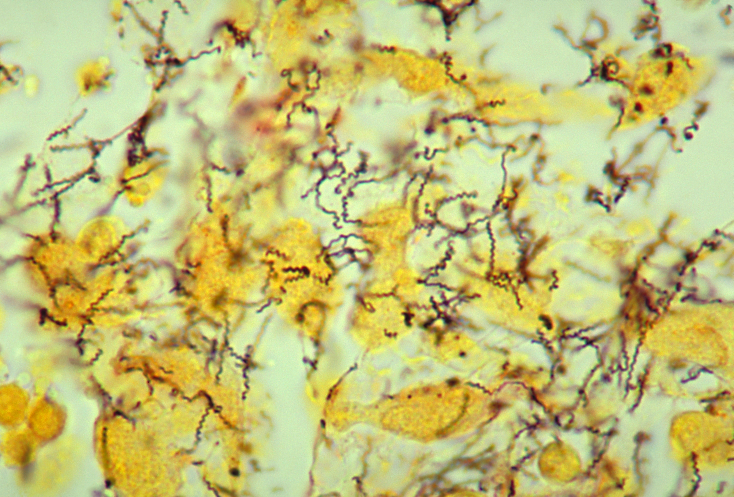
Treponema pallidum — возбудитель сифилиса

Спирохеты (лат. Spirochaetales) — порядок бактерий с длинными (3—500 мкм) и тонкими (0,1—1,5 мкм) спирально (греч. σπειρα «завиток») закрученными (один и более виток спирали) клетками.
Грамотрицательны, хемоорганогетеротрофы. Подвижны, размножаются поперечным делением. Эндоспор не образуют, но некоторые представители образуют цисты.
Встречаются как аэробные виды, так и анаэробные и факультативно-анаэробные. Спирохеты встречаются в почве, воде, других средах.

## Строение
Клетки состоят из протоплазматического цилиндра с одной или несколькими так называемыми осевыми фибриллами, отходящими от расположенных на концах клетки прикрепительных цилиндров. Протоплазматический цилиндр с осевыми фибриллами покрыт внешней оболочкой.

## Виды
Некоторые Spirochaetes являются возбудителями болезней человека и животных. Это Leptospira, вызывающая лептоспироз, Spirillum — лихорадку укуса крыс, Borrelia burgdorferi — возбудитель болезни Лайма (боррелиоза) на территории Северной Америки, Borrelia afzelii и Borrelia garinii — возбудитель болезни Лайма на территории Евразии, Treponema pallidum — возбудитель сифилиса, Borrelia recurrentis — возбудитель возвратного тифа, Treponema pertenue, Treponema carateum и другие.
Многие являются сапрофитами: Spirochaeta plicatilis — водная бактерия, Treponema microdentinum — одна из бактерий ротовой полости человека.

## СистематикаSpirochaetales
- Отдел В17 Spirochaetae
  - Класс Spirochaetes
    - Порядок Spirochaetales
      - Семейство Brachyspiraceae
        - Роды Brachyspira, Serpulina

      - Семейство Brevinemataceae
        - Род Brevinema

      - Семейство Leptospiraceae
        - Роды Leptonema, Leptospira, Turneriella

      - Семейство Spirochaetaceae
        - Роды Borrelia, Clevelandina, Cristispira, Diplocalyx, Hollandina, Pillotina, Spirochaeta, Treponema